# Campionato del mondo di calcio da tavolo 1998 - Categoria squadre femminile
Il Campionato del Mondo di Calcio da tavolo di Namur in Belgio.
Fasi di qualificazione ed eliminazione diretta della gara a squadre della Categoria Femminile.
Per la classifica finale vedi Classifica.
Per le qualificazioni delle altre categorie:
- squadre individuale Open
- squadre Open
- individuale Under20
- squadre Under20
- individuale Under16
- squadre Under16
- individuale Veterans
- squadre Veterans
- individuale Femminile

## Primo Turno

### Girone 1

#### Belgio-Francia2-1
| Valérie Hoyois   | Claire Lesage                  | 1-1 |
| Jessica Hardenne | Irène Lincquercq               | 1-0 |
| Cynthia Bouchez  | Sylvie Dufeu / Françoise Guyot | 4-2 |
| Stéphanie Voets  | Stéphanie Garnier              | 0-5 |

## Finale

### Belgio-Francia0-2
| Valérie Hoyois   | Claire Lesage     | 0-0 |
| Jessica Hardenne | Sylvie Dufeu      | 1-1 |
| Cynthia Bouchez  | Françoise Guyot   | 1-2 |
| Stéphanie Voets  | Stéphanie Garnier | 0-5 |